# 1806 Derice
Derice (asteróide 1806) é um asteróide da cintura principal, a 1,9986438 UA. Possui uma excentricidade de 0,1064983 e um período orbital de 1 221,96 dias (3,35 anos).
Derice tem uma velocidade orbital média de 19,91465182 km/s e uma inclinação de 3,84284º.